# Palle Lauring
Palle Lauring (* 16. Oktober 1909 in Frederiksberg; † 3. Oktober 1996) war ein dänischer Historiker und Schriftsteller, der für seine 1954 begonnene zehnbändige Geschichte Dänemarks 1963 mit dem Søren-Gyldendal-Preis ausgezeichnet worden ist.

## Leben
Palle Lauring, Sohn eines Lehrers und jüngerer Bruder des Schauspielers Gunnar Lauring, machte das Abitur am Frederiksberg Gymnasium und begann 1927 ein Studium am Lehrerseminar in Haderslev. Anschließend war er von 1935 bis 1937 als Geschichtslehrer in Kopenhagen tätig.
Mitte der 1940er Jahre verfasste er einige historische Romane wie Vitellius (1944) und Borger Alexandre (1946). Es folgten neben der historischen Erzählung Danmarks Håb og Horn (1954) die beiden Jugendromane Stendolken (1956) und Ulv i viking (1957), mit denen er fachlich fundierte Darstellungen der Geschichte Dänemarks veröffentlichte. Des Weiteren verfasste er Reiseberichte und Biografien dänischer Herrscher und anderer berühmter Dänen. Daneben befasste er sich mit Themen wie Geologie, Sprache, Literatur und Kunst. Er übersetzte unter anderem Die Geschichte der Kunst von Ernst Gombrich ins Dänische (Kunstens historie, 1954).
Für seine 1954 begonnene zehnbändige Geschichte Dänemarks wurde er 1963 mit dem Søren-Gyldendal-Preis ausgezeichnet.
Palle Lauring wurde in Dänemark auch durch seine Erzählungen und Kommentare für Danmarks Radio populär.

## Weitere Veröffentlichungen
Zu seinen weiteren Veröffentlichungen gehören:
- Danmark i Skåne (1952)
- Bornholm (1957)
- Her skete det. Sjælland (1966)
- Nørrejylland (1968)
- Øerne (1974)
- Dansk Vestindien, historien og øerne (1978)
- Dronninger og andre kvinder i Danmarkshistorien (1981)
- To verdner - Erindringer 1909-30 (Autobiografie, ISBN 978-87-01-50662-5, 1990)
- Danmarks konger (ISBN 978-87-14-29042-9, 2. Auflage 1990)
- Brydningstid - Erindringer 1930-46 (Autobiografie, ISBN 978-87-00-53413-1, 1993)
- Hvad skal vi med historien? - og andre essays (ISBN 978-87-7801-435-1, 1995)
- Bryggerne Jacobsen (ISBN 978-87-14-29356-7, 1996)
- Danmarkshistoriens her skete det (ISBN 978-87-604-0274-6, 1997)
- Danske konger og dronninger (ISBN 978-87-14-29483-0, 1998)
- Historiske portrætter (ISBN 978-87-11-13004-9, 2. Auflage 1998)
- Elisabeth af Danmark - Dronningen og Dyveke (ISBN 978-87-11-22015-3, 3. Auflage 2003)
- Danske konger og dronninger (ISBN 978-87-11-22285-0, 2005)
- Dansk renæssance - (1536-1588) (ISBN 978-87-11-22744-2, 2. Auflage 2006)

in deutscher Sprache
- Jürgen und der goldene Zweig. Ein Arztroman, Originaltitel Den gyldne Gren, Heide 1954
- Ulf der Wiking, Originaltitel Ulv i viking, Stuttgart 1959
- Geschichte Dänemarks, Neumünster 1964